# Nonii

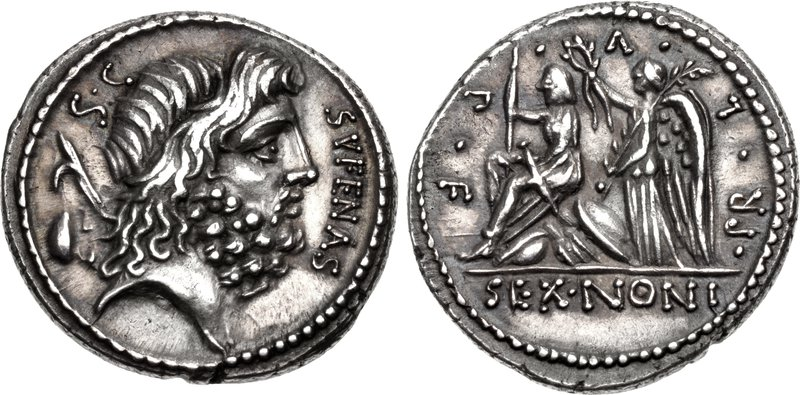
Denier de Marcus Nonius Sufenas, -59. Saturne est représenté sur l'avers tandis que le revers représente Victoria couronnant Roma. La légende " Sex(tus) Noni(us) Pr(aetor) L(udos) V(ictoriae) P(rimus) F(ecit) " raconte que le père de Sufenas, le préteur Sextus Nonius fonda les Ludi Victoriae Sullanae en -81.

La gens Nonia était une famille plébéienne de la Rome antique. Ses membres apparaissent pour la première fois dans l'histoire à la fin de la République. Le premier des Nonii à obtenir le consulat fut Lucius Nonius Asprenas en -36.

## Origine
Le nomen Nonius est un nom patronymique, basé sur le praenomen Nonus, appartenant vraisemblablement à un ancêtre de la gens. Le nom est sans aucun doute latin, bien que le premier des Nonii à prendre de l'importance à Rome provienne de Picenum. Une autre branche de la famille semble provenir d'Aesernia.

## Praenomen
Les principaux praenomen des Nonii étaient Lucius, Marcus et Publius, qui étaient tous utilisés par les Nonii Asprenates, tandis que les Quinctiliani utilisaient Lucius et Sextus, ce dernier venant des Quinctilii. Les Nonii Galli utilisaient Marcus et Gaius, tandis que les Macrini utilisaient Marcus et Publius . D'autres praenomina apparaissent occasionnellement parmi les Nonii dont le lien avec les branches principales de la famille, le cas échéant, est inconnu, notamment Aulus, Gnaeus et Quintus . Titus est donné dans certaines sources comme le premier ancêtre des Asprenates, uniquement à partir de la filiation du consul de -36, mais cela est très incertain, et le nom ne se trouve pas autrement chez les Nonii.

## Branches et cognomen
Les principaux noms de famille des Nonii étaient Asprenas, Balbus, Gallus, Quinctilianus et Sufenas, dont seuls les deux derniers apparaissent sur les pièces de monnaie. Quelques Nonii se trouvent sans cognomen. Asprenas, nom de la famille la plus importante des Nonii, et Sufenas appartiennent à une classe de cognomen apparemment dérivés de noms de villes qui ne peuvent plus être identifiés. Balbus était un nom de famille courant, donné à l'origine à quelqu'un avec un bégaiement prononcé, tandis que Gallus pouvait signifier soit un Gaulois, soit un coq.
Les Nonii Asprenas entrent dans l'histoire à l'époque de César. Ils restèrent importants jusqu'au milieu du IIe siècle et les Quinctiliani semblent avoir constitué une branche cadette de cette famille. Les Nonii Galli furent la famille suivante à apparaître, originaires de la ville d'Aesernia, dans le pays samnite, où une colonie latine avait été envoyée à la fin de la troisième guerre samnite.
À partir du milieu du IIe siècle, il existe une famille portant le cognomen Macrinus, un diminutif du cognomen Macro, un nom grec signifiant « grand » ou « grand ». Cette famille s'est distinguée et a évidemment obtenu le rang patricien, puisque Marcus Nonius Arrius Paulinus Aper a été avancé au poste de préteur sans avoir d'abord servi comme tribun de la plèbe.

## Membres

### Sous la République

#### Nonii Sufenas
- Nonius, (v.-135 - ?), époux d'une soeur de Sylla[12],[13];
  - Sextus Nonius Sufenas, (v.-115 - ap.-81), préteur en -81, créa les Ludi Victoriae Sullanae, les jeux en l'honneur de la victoire du dictateur. Il a peut-être épousé une sœur aînée de Cnaeus Pompeius Magnus[a 1],[14].
    - Sextus Nonius Sufenas, (v.-95 - ?)[15]
    - Nonia, (v.-80 - ?), épouse Marcus Anneius Carseolanus, et eut de lui un fils qui fut adopté par l'un de ses frères, probablement Sextus[16].
      - Sextus Nonius Sufenas Anneianus, né Marcus Anneius Carseolanus, fils de Marcus Anneius et Nonia, a été adopté par l'un de ses oncles, vraisemblablement Sextus[16].

    - Marcus Nonius Sufenas, (v.-85 - ap.-49), triumvir monetaire en -59, Tribun de la plèbe en -56[a 2],[17],[18],[13],[19],[a 3],[20],
      - Nonius, (v.-70/65 - ap.-43), sénateur romain[a 4],[21].
        - Nonia, (v.-35/0 - ?), épouse de Marcus Servilius[22].

#### Nonii Asprenas
Les Nonii Asprenas sont originaire du Picenum, ils sont inscrits dans la Tribu Velina.
- Titus Nonius, (v.-140 - ?);
  - Titus Nonius, (v.-115 - ?);
  - Lucius Nonius, (v.-115 - ?)[5];
    - Lucius Nonius Asprenas, (v.-80 - ap.-36), proconsul en -46, pendant la guerre civile, il servit sous César en Afrique et en Espagne. Il était consul suffect en -36[a 5],[a 6],[23].
      - Nonia Polla, (v.-55 - ?), épouse de Lucius Volusius Saturninus[24];
      - Lucius Nonius Asprenas, (v.-55 - ?), ami d'Auguste, fut accusé d'avoir empoisonné les invités lors d'un banquet qu'il organisait et fut acquitté en grande partie grâce à l'influence de l'empereur[a 7],[a 8],[a 9],[a 10].
        - Lucius Nonius Asprenas, (v.-35 - 30), consul en 6. En 9, il était légat sous son oncle, Publius Quinctilius Varus, tué lors de la bataille de la forêt de Teutoburg. Asprenas a pu empêcher la destruction complète de l'armée après la mort de son oncle. Il était proconsul d'Afrique en 14[a 11],[a 12],[a 13],[25].
          - Lucius Nonius Asprenas, (v.-10 - ap.29), consul suffect en 29[26].
            - Lucius Nonius Calpurnius Asprenas, (v.30 - ap.82), consul suffect, proconsul d'Afrique.

          - Publius Nonius Asprenas Calpurnius Serranus, (v.-5 - 24/1/41), consul en 38[a 14],[a 15],[a 16],[27],[a 17],[28].
            - Publius Nonius Asprenas Caesius Cassianus, (v.30/5 - ap.86), consul suffect, proconsul d'Asie;
              - Publius Nonius Asprenas Caesianus, connu grâce à une inscription mentionnant son esclave, Olympus Asprenatis, et sa femme[28].

          - Asprenas Calpurnius Torquatus, (v.1 - ap.14);
            - Nonia Torquata, (v.30 - ?), mariée à Quintus Volusius Saturninus.
            - Lucius Nonius Calpurnius Torquatus Asprenas, (v.35 - ap.92), consul suffect vers 78, proconsul d'Afrique.
              - Lucius Nonius Calpurnius Torquatus Asprenas, (v.60 - ap.128), consul en 94 et en 128[29].
                - ? (Lucius Nonius Calpurnius Torquatus Asprenas), (v.90 - ?)
                  - ? (Lucius Nonius Calpurnius?) Torquatus Asprenas, (v.120 - ?), consul suffect en septembre d'une année incertaine, vers 151 apr. J.-C.[9].

              - Calpurnia Arria, (v.60 - ?), épouse de Caius Bellicius Natalis Trebanianus;

        - Sextus Nonius Quinctilianus, (v.-30 - ap.16)), consul en 8, proconsul d'Asie[b 1],[a 18],[30],[9].
          - Sextus Nonius Quinctilianus, (v.1 - ap.38), consul suffect en 38[31],[32],[33].
          - Lucius Nonius Quinctilianus, (v.5 - ?)[34],[33].
            - Lucius Nonius Quintilianus, (v.25 - v.49/50?), augure et l'un des Salii Palatinii. Il est mort à l'âge de vingt-quatre ans[33].

    - Nonius Asprenas, en tant que tribun de la plèbe en 44 av. J.-C., tenta d'empêcher Publius Cornelius Dolabella de recevoir la province d'Asie après l'assassinat de César en fabriquant des présages défavorables[a 19],[35].

#### Nonii Galli
- Marcus Nonius Gallus, (v. -145 - ?);
  - Caius Nonius Gallus, (v. -120 - ?);
    - Caius Nonius Gallus, (v. -95 - ?), quattuorviri quinquennalis d'Aesernia, dans le Samnium[4].
      - Marcus Nonius Gallus Aeserninus, (v. -70 - ap. -29), envoyé contre les Trévires et les Germains, qu'il vainquit en 29 av. Il fut acclamé Imperator par ses soldats. Il pourrait s'agir du même Nonius qui a servi sous les ordres de Cnaeus Pompeius Magnus pendant la guerre civile[a 20],[a 21],[4].

#### Nonii Balbi
- (Marcus) Nonius Balbus, (v.-60 - ap.-32), tribun de la plèbe en -32[36];

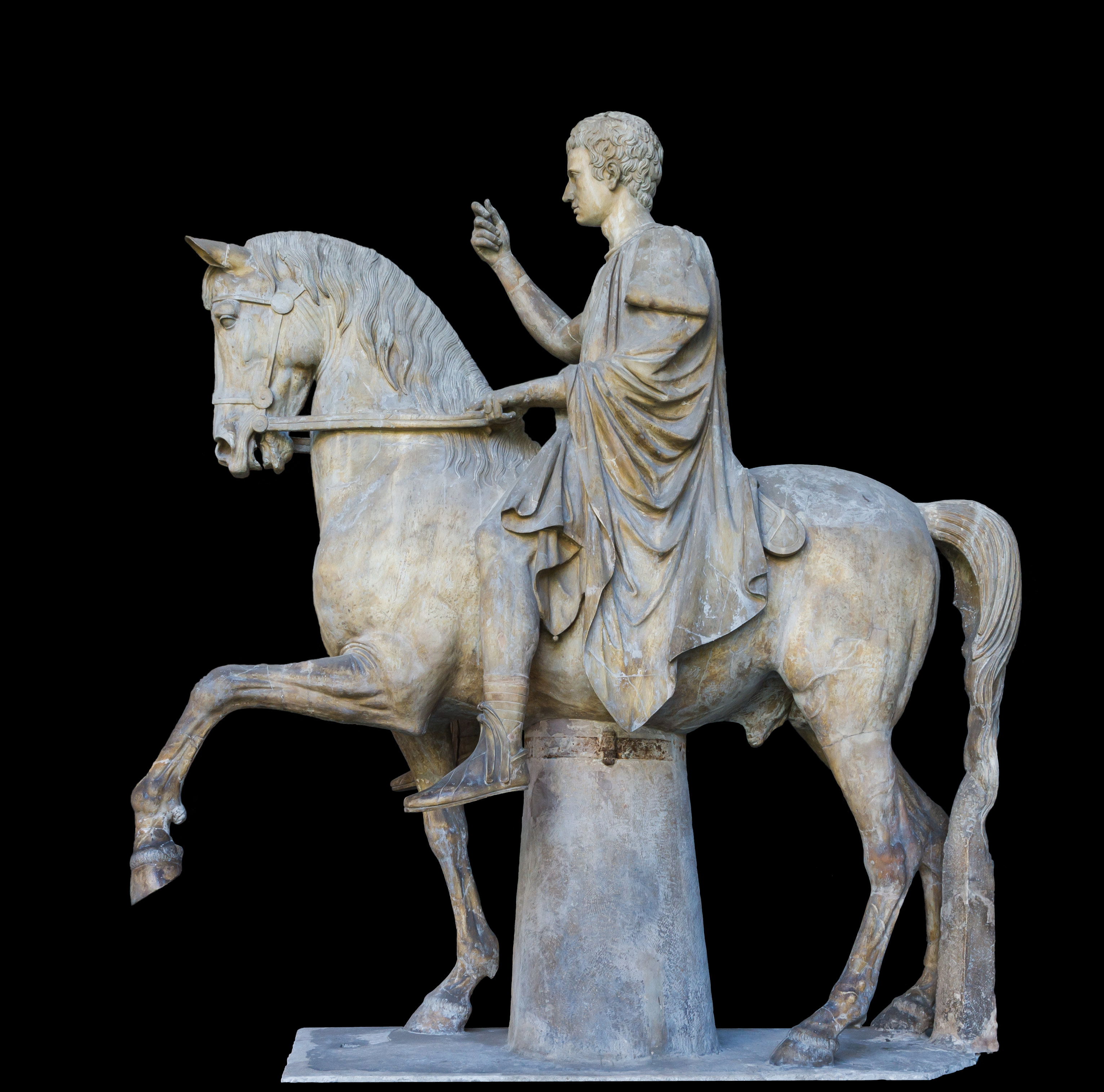
Statue équestre de Marcus Nonius Balbus, v. 50 apr. J.-C. Situé à l'origine sur le forum ou à proximité de la basilique d'Herculanum, il est aujourd'hui exposé au Musée Archéologique National de Naples.

  - Marcus Nonius Balbus, (v.-30 - ?), préteur, proconsul de Crète. Il épousa Volasennia Tertia et fut un bienfaiteur d'Herculanum[a 22],[28],[37],[38],[36].

#### Autres
- Aulus Nonius, opposant à Saturninus et Glaucia, par qui il fut assassiné en 100 av. J.-C., alors que Nonius était candidat à la tribune de la plèbe[a 23],[a 24],[a 25].
- Nonius, ami de Gaius Flavius Fimbria, qui fit jurer à ses soldats de le soutenir contre Sylla en 84 av. Malgré leur amitié, Nonius refusa de prêter serment[a 26].
- Nonius, un centurion, fut assassiné par ses soldats en 41 av. J.-C., alors qu'il tentait de réprimer une mutinerie sur le Champ de Mars en 41 av. J.-C.[a 27].
- Nonius, chargé de l'une des portes de Rome pendant la guerre Perusine, permit à Lucius Antonius d'entrer dans la ville[a 28].

### Sous le Principat

#### Nonii Muciani
- Marcus Nonius (Macrinus?);
  - Publius Nonius Macrinus, (v.113 - ap.138), questeur en 138[4].;
- Marcus Nonius (Mucianus), (v.75 - ?), chevalier de Brixia;
  - ? Marcus Nonius Mucianus, (v.95 - ap.138), consul suffect en 138;
    - ? Marcus Nonius Macrinus, (v.120 - ap.168), consul suffect en 154, gouverneur de Pannonie supérieure en 160, proconsul d'Asie en 170.
      - ? Marcus Nonius Arrius Mucianus, (v.140 - ?), consul suffect vers 180;
        - ? (Arria), (v.160 - ?), épouse de Servius Cornelius Scipio Salvidienus Orfitus;
        - Marcus Nonius Arrius Mucianus, (v.165 - ap.201), consul en 201[39],[33];
          - ? Marcus Nonius Arrius Paulinus Aper, (v.195 - ?), Préteur urbain vers 225, curateur de la via Appia.
          - ? Nonia Arria Hermionilla, épouse de Sextus Valerius Poplicola Vettilianus;

#### Nonii Paterni
- Nonius Paternus, (v.235 - ap.279), consul suffect, consul II en 279[33];
  - ? (Nonius Paternus), (v.260 - ?);
    - ? (Nonius Paternus), (v.290 - ?);
      - ? Nonia Paterna Eunomia, (v.320 - ?), épouse de Lucius Turcius Secundus Asterius[b 2];

#### Autres
- Nonia C. f., nommée dans une inscription trouvée sur un cippe, ou piédestal, dans le jardin de Titien[9].
- Nonia Antistia, nommée dans une inscription trouvée sur une pipe[9].
- Nonia Maxima, nommée dans une inscription trouvée sur une pipe[9].
- Gaius Nonius C.f. Proculus, consul suffect dans une année incertaine[33].
- Gnaeus Nonius, un chevalier romain qui a été découvert portant une épée alors qu'il se trouvait dans une foule autour de l'empereur Claude, en 47 apr. J.-C.[40]
- Nonius Receptus, centurion de la vingt-deuxième légion, resté fidèle à l'empereur Galba en 69 apr. J.-C. Il fut emprisonné et mis à mort par ses collègues, qui avaient pris le parti de Vitellius[a 29],[9].
- Nonius Attianus, sénateur romain, délateur sous Néron, fut puni en 70, à la suite de l'avènement de Vespasien[a 30],[28].
- Publius Nonius P.l. Olympus Asprenatus, affranchi de Publius Nonius Asprenas Caesianus[28].
- Nonia P.l. Ionica, une affranchie, était l'épouse d'Olympus Asprenatus[28].
- Nonius Celer, a aidé à organiser le mariage de Quintilianus, un ami de Pline le Jeune[a 31].
- Marcus Nonius Mucianus Publius Delphius Peregrinus, consul suffisant en octobre 138 apr. J.-C. On ne sait pas s'il était apparenté aux Nonii Macrini, parmi lesquels se trouvait Marcus Nonius Arrius Mucianus ; un Publius Nonius Macrinus était questeur l'année du consulat de Peregrinus[33].
- Quintus Nonius Sosius Priscus, consul en 149 apr. J.-C.[9].
- Nonius Bassus, consul suffect dans une année incertaine[4].
- Lucius Nonius Bassus, préfet de la Cohors I Brittonum milliaria sous Antoninus Pius[4].
- Nonius Gracchus, un noble romain mis à mort sans motif par Septime Sévère, probablement inventer par le rédacteur de l'Histoire Auguste[a 32],[4].
- Nonia Celsa, épouse de l'empereur Macrin et mère de Diaduménien, peut être inventer par le réacteur de l'Histoire Auguste[a 33],[9].
- Nonius Philippus, légat pro praetor de Britannia Inférieure en 242 apr. J.-C.[33].
- Nonius Gratilianus, un noble romain mineur, fut choisi pour rejoindre le collège de Bénévent en 257 apr. J.-C.[4]
- (Noni)a Maxima, (v.260 - ?), épouse de (Lucius Ovi)nius Tineius Tarrutenius Atticus[41].
- Nonius, nom d'un éventuel usurpateur attesté par des monnaies datées d'environ 350, mais qui échappait à toute mention littéraire. Auparavant, il était identifié à Regalianus, mais cela n'est plus accepté[42],[43].
- Nonius Atticus, consul en 397 apr. J.-C.
- Nonius Marcellus, grammairien latin de date incertaine, et auteur d'un important traité intitulé De Compendiosa Doctrina per Litteras ad Filium, également connu sous le nom de De Proprietate Sermonis . L'ouvrage est lui-même très désorganisé, mais il contient de nombreuses citations d'auteurs notables dont les propres œuvres ont été perdues[44].

## Voir également
- Liste des gens romaines